# Jojjes ljuvliga medicin
Jojjes ljuvliga medicin 1991 (George's marvellous medicine 1981) är en bok skriven Roald Dahl och illustrerad av Quentin Blake.

## Handling
Boken handlar om Jojje, en åttaårig pojke som bor på en bondgård med sin mamma, pappa och mormor.
När Jojje inte står ut med den elaka mormodern längre så beslutar han sig för att bota hennes otäckhet en gång för alla. Då blandar han ihop en speciell medicin och väntar på resultatet.  